# Nicolás Terol
Nicolás Terol Peidro (ur. 27 września 1988 roku w Alcoy, w Walencji) – hiszpański motocyklista.

## Kariera

### 125 cm³
Nicolas w motocyklowych mistrzostwach świata zadebiutował w ostatnim wyścigu sezonu 2004 – GP Walencji (dosiadał włoskiej Aprilii). Zmagania w nim zakończył na 22. pozycji.
W latach 2005–2007 Hiszpan jeździł na motocyklu Derbi. Pierwsze punkty zdobył podczas inauguracyjnego sezon 2005 GP Hiszpanii, zajmując ostatnie punktowane 15. miejsce. Była to jednak jego jedyna zdobycz punktowa w tym roku, która dała mu 36. pozycję w końcowej klasyfikacji.
W roku 2006 punktował w 9 z 16 rozegranych wyścigów (najlepiej spisał się podczas GP Wielkiej Brytanii i GP Czech, w których dojechał na siódmym miejscu). W klasyfikacji generalnej zajął 14. lokatę.
Sezon 2007 był zdecydowanie słabszy w wykonaniu Terola. Hiszpan zdołał tylko 5 razy dojechać na punktowanej pozycji, z czego ani razu w pierwszej dziesiątce (najlepszą uzyskaną pozycją było dwukrotnie 11. miejsce podczas GP Malezji i GP Walencji). W ostatecznym rozrachunku zajął dopiero 22. pozycję.
Od roku 2008 Nicolas ponownie nawiązał współpracę z Aprilią. Już podczas drugiej rundy na torze Circuito Permanente de Jerez Terol po raz pierwszy w karierze stanął na podium, zajmując 2. miejsce. Podczas GP Indianapolis po raz pierwszy zwyciężył w wyścigu. W ciągu całego sezonu Hiszpan stanął łącznie 5 razy na podium, po raz pierwszy przekraczając w łącznej klasyfikacji sto punktów. Pozwoliło mu to na zajęcie 5. miejsca w klasyfikacji końcowej.
W następnym sezonie czterokrotnie odwiedzał podium, w tym po raz drugi najwyższy stopień (miało to miejsce podczas GP Czech). Pomimo iż zdobył tylko 3,5 punktu więcej w stosunku do ubiegłego roku, zajął dużo wyższą 3. lokatę na koniec zmagań.

## Statystyki

### Sezony
| Sezon | Klasa   | Motocykl | Wyścigi | Zwycięstwa | Podium | PP | Pkt    | Poz. koń. |
| ----- | ------- | -------- | ------- | ---------- | ------ | -- | ------ | --------- |
| 2004  | 125 cm³ | Aprilia  | 1       | 0          | 0      | 0  | 0      | NC        |
| 2006  | 125 cm³ | Derbi    | 13      | 0          | 0      | 0  | 1      | 36        |
| 2006  | 125 cm³ | Derbi    | 16      | 0          | 0      | 0  | 53     | 14        |
| 2007  | 125 cm³ | Derbi    | 17      | 0          | 0      | 0  | 19     | 22        |
| 2008  | 125 cm³ | Aprilia  | 17      | 1          | 5      | 0  | 176    | 5         |
| 2009  | 125 cm³ | Aprilia  | 16      | 1          | 4      | 0  | 179.5  | 3         |
| 2010  | 125 cm³ | Aprilia  | 16      | 3          | 14     | 1  | 296    | 2         |
| 2011  | 125cc   | Aprilia  | 16      | 8          | 11     | 7  | 302    | 1         |
| 2012  | Moto2   | Suter    | 17      | 0          | 1      | 0  | 37     | 17        |
| 2013  | Moto2   | Suter    | 17      | 3          | 4      | 1  | 150    | 7         |
| 2014  | Moto2   | Suter    | 16      | 0          | 0      | 0  | 2      | 28        |
| Razem |         |          | 162     | 16         | 39     | 9  | 1215.5 |           |

### Starty
| Rok  | Klasa   | Motocykl | 1       | 2       | 3       | 4       | 5      | 6      | 7       | 8       | 9      | 10      | 11     | 12     | 13      | 14     | 15      | 16     | 17     | 18     | Poz. koń. | Pkt   |
| ---- | ------- | -------- | ------- | ------- | ------- | ------- | ------ | ------ | ------- | ------- | ------ | ------- | ------ | ------ | ------- | ------ | ------- | ------ | ------ | ------ | --------- | ----- |
| 2004 | 125 cm³ | Aprilia  | RSA     | SPA     | FRA     | ITA     | CAT    | NED    | BRA     | GER     | GBR    | CZE     | POR    | JPN    | QAT     | MAL    | AUS     | VAL 22 |        |        | NC        | 0     |
| 2005 | 125 cm³ | Derbi    | SPA 15  | POR 23  | CHN5 26 | FRA 22  | ITA 21 | CAT NS | NED 16  | GBR 21  | GER NS | CZE 19  | JPN    | MAL    | QAT     | AUS NS | TUR 16  | VAL 16 |        |        | 36        | 1     |
| 2006 | 125 cm³ | Derbi    | SPA 19  | QAT 16  | TUR 27  | CHN 19  | FRA NS | ITA 18 | CAT 11  | NED 15  | GBR 9  | GER 7   | CZE 7  | MAL 10 | AUS 11  | JPN 10 | POR NS  | VAL 11 |        |        | 14        | 53    |
| 2007 | 125 cm³ | Derbi    | QAT 16  | SPA 14  | TUR 16  | CHN NS  | FRA 19 | ITA 12 | CAT 23  | GBR 24  | NED 17 | GER 22  | CZE 22 | SMR 18 | POR NS  | JPN 17 | AUS 13  | MAL 11 | VAL 11 |        | 22        | 19    |
| 2008 | 125 cm³ | Aprilia  | QAT 10  | SPA 2   | POR 3   | CHN 8   | FRA 3  | ITA 7  | CAT NS  | GBR 18  | NED 9  | GER 7   | CZE 5  | SMR 5  | IND 1   | JPN 5  | AUS NS  | MAL 9  | VAL 2  |        | 5         | 176   |
| 2009 | 125 cm³ | Aprilia  | QAT 7   | JPN 17  | SPA 10  | FRA 9   | ITA 2  | CAT 2  | NED 5   | GER 4   | GBR 4  | CZE 1   | IND 4  | SMR 2  | POR NS  | AUS 6  | MAL 5   | VAL 10 |        |        | 3         | 179.5 |
| 2010 | 125 cm³ | Aprilia  | QAT 1   | SPA 2   | FRA 2   | ITA 2   | GBR 4  | NED 2  | CAT NS  | GER     | CZE 1  | IND 1   | SMR 2  | ARA 2  | JPN 2   | MAL 3  | AUS 3   | POR 2  | VAL 3  |        | 2         | 296   |
| 2011 | 125 cm³ | Aprilia  | QAT 1   | SPA 1   | POR 1   | FRA 2   | CAT 1  | GBR 8  | NED DNS | ITA 1   | GER 4  | CZE Ret | IND 1  | RSM 1  | ARA 1   | JPN 2  | AUS 6   | MAL 5  | VAL 2  |        | 1         | 302   |
| 2012 | Moto2   | Suter    | QAT 23  | SPA 27  | POR 16  | FRA 13  | CAT 15 | GBR 20 | NED 17  | GER 14  | ITA 13 | IND 13  | CZE 12 | RSM 15 | ARA 12  | JPN 18 | MAL Ret | AUS 17 | VAL 3  |        | 17        | 37    |
| 2013 | Moto2   | Suter    | QAT 14  | AME 1   | SPA 5   | FRA Ret | ITA 2  | CAT 16 | NED 17  | GER Ret | IND 12 | CZE 6   | GBR 11 | RSM 10 | ARA 1   | MAL 18 | AUS 9   | JPN 6  | VAL 1  |        | 7         | 150   |
| 2014 | Moto2   | Suter    | QAT Ret | AME Ret | ARG 14  | SPA DNS | FRA 21 | ITA 24 | CAT 20  | NED 22  | GER 19 | IND 21  | CZE 25 | GBR    | RSM Ret | ARA 29 | JPN 22  | AUS 18 | MAL 24 | VAL 18 | 28        | 2     |